# Distribució de partícules per mida
La distribució de partícules per mida (PSD) d'una pols, material granular, o de partícules disperses en un fluid, és una llista de valors o bé una funció matemàtica que defineix la quantitat relativa, usualment via massa, de partícules presents d'acord amb la mida. PSD també s'anomena de vegades Distribució de la Mida de Gra.

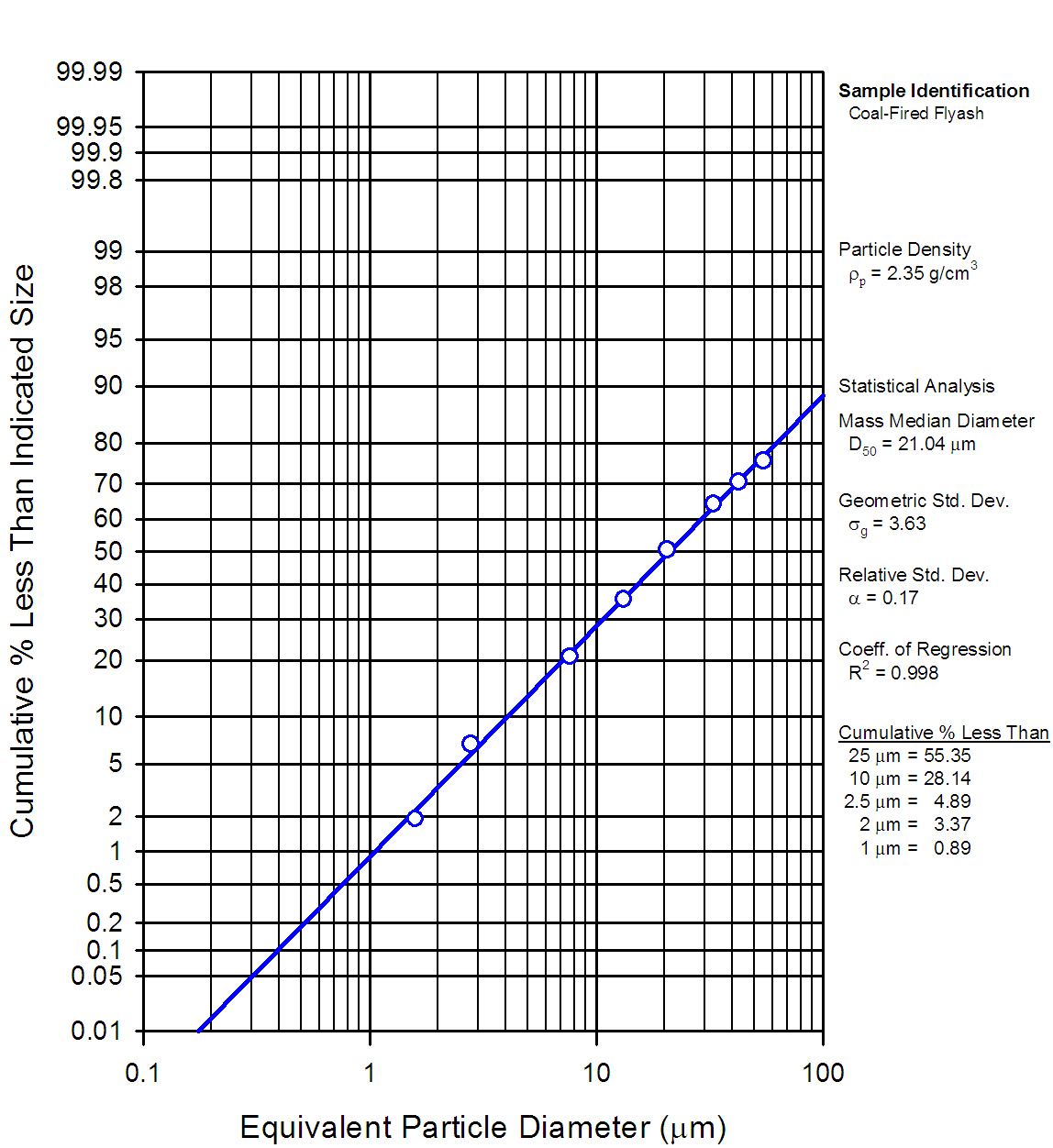
Una distribució log-normal de partícules de sutge.

## Rellevància
El PSD d'un material pot ser rellevant per entendre'n les propietats físiques i químiques. Afecta la força i propietats físiques de roques i terres, així com la reactivitat de sòlids en una reacció química, i per anar bé, ha d'estar controlada en molts processos industrials com la manufacturació d'útils com ara cosmètics, tintes d'impressora, etc.

## Rellevància de la mida de gra en processos de captació de partícules
La mida de partícula té molta rellevància en l'eficàcia del sistema de col·lecció.
- Càmeres d'assentament: Normalment només recullen partícules grans, que poden ser separades mitjançant tamisos.

- Col·lectors de centrifugació]:Acostumen a col·lectar partícules fins a 20 μm. Models més eficaços podrien fins a partícules de 10 μm.

- Filtres de tela]: És un dels més barats i efectius col·lectors de partícules, podent arribar a eficàcies del 99% i per partícules molt petites.

- Depuradores humides]: El líquid depurador (normalment aigua) entra en contacte amb un corrent gasós que conté les partícules. Com més contacte entre gas i líquid, major és l'eficiència traient la pols.

- Precipitadors electroestàtics]: Usa forces electroestàtiques per separar partícules de pols dels gasos d'escapament. Poden arribar a ser molt eficients en la col·lectació de partícules molt petites.

- Filtre de premsa: Usades per filtrar líquids per filtració amb mecanisme "cake". El PSD té un paper important en la formació, resistència i característiques del "cake". La capacitat d'esser filtrat del líquid depèn majorment de la mida de partícula.

## Nomenclatura
ρp: Densitat real de la partícula(g/cm³)
ρg: Densitat de la matriu de mostra o el gas(g/cm³)
r2: Coeficient de mínims quadrats. Com més s'apropa el valor a 1, millor s'ajusten les dades a una recta.
λ: Camí mitja lliure dels gasos(cm)
D50: Diàmetre-mitjà-en-massa (MMD). La MMD es considera el diàmetre mitjà de partícula segons la massa.
σg: Desviació estàndard geomètrica. Aquest valor està determinat matemàticament per l'equació:
σg= D84.13/D50= D50/D15.87 El valor de σg determina el pendent de la recta de regressió.
α: Desviació estàndard relativa o grau de polidispersitat. Aquest valor també es determina matemàticament. Per valors més petits de 0.1, la mostra particulada es pot considerar monodispersa.
α = σg/D50
Re(P): Nombre de Reinolds de la partícula. Al contrari dels llargs nombres que ens trobem en els Nombres de Reinolds per fluids, el Nombre Reinolds per partícules petites en gasos és usualment menor a 0,1
Ref: Nombre de Reinolds pel flux
Kn: Nombre Kudsen de partícula

## Tipus
El PSD es defineix normalment a través de mètode pel qual és determinat. El mètode més senzill de determinació d'entendre és l'anàlisi mitjançant un tamís, on l'aerosol el descomponem en diferents partícules mitjançant tamisos de diferents mides. Així, el PSD es defineix en termes d'intervals de mides discrets. Per exemple, "el % de mostra entre 45 μm and 53 μm", per un cas on tamisos d'aquestes mides hagin estat usats. El PSD s'acostuma a definir cobrint una llista d'intervals que ocupa quasi totalment totes les mides presents en la mostra. Alguns mètodes de determinació permeten intervals de mida molt més estrets que els aconseguits amb el mètode dels tamisos, i alguns també poden ser aplicats en mides de partícula fora de l'abast d'aquests. Això no obstant, la idea, el concepte de "tamís", que "reté" partícules majors que una determinada mida, i deixa "passar" partícules per sota d'aquesta mida, és universalment usat a l'hora de presentar PSD's de qualsevol tipus.
El PSD també pot ser expressat com un "rang" d'anàlisi, en el que les quantitats de cada rang/interval estan en ordre. També el podem presentar en forma "acumulativa", en la que es dona per un rang, el total de totes les mides "retingudes" o que han "passat" per un conceptual "tamís".
La manera en que diem "mida" però, està obert a un munt d'interpretacions. Una concepció simple ens defineix les partícules com a esferes que passen pels forats quadrats d'un tamís. En la pràctica però, les partícules no són esferes regulars (en alguns casos, com en fibres, divergeixen d'esferes totalment), i la manera com les partícules queden caracteritzades durant l'anàlisi és molt dependent del mètode de mesura usat.

## Presa de mostra
Abans de determinar el PSD, és imprescindible tenir una mostra representativa. En el cas que la mostra es trobi en un corrent, la mostra ha de ser presa de manera que tingui la mateixa proporció de mides de partícules que el corrent en qüestió (parlant de corrent com per exemple un rierol). La millor manera de fer això és prendre tantes mostres com es pugui de tot el corrent durant un període, en lloc de prendre la mateixa quantitat de mostra però en un punt durant un temps.p. 6 Si la mostra a prendre es troba en una pila ja formada s'hauran d'aplicar mètodes que no és la manera ideal de procedir.p. 6 S'hauria d'haver pres la mostra mentre la pols (amb les partícules) anava cap al piló format.
Després de prendre la mostra, normalment l'hem de reduir de volum. Llavors tenir present que el material a ser analitzat ha d'estar perfectament barrejat (buscant la màxima homogeneïtat), i s'ha de prendre mostra fent servir tècniques que evitin el segregat el màxim possible, per exemple un divisor rotatori.p. 6 S'ha de prestar especial atenció per evitar la pèrdua de mostra durant la manipulació, cosa que afectaria el resultat.

## Tècniques de mesura

### Anàlisis mitjançant un tamís
És un mètode encara usat en part per la seva simplicitat, fàcil interpretació i cost barat. El mètode es basa a sacsejar el tamís fins que la quantitat de mostra es manté meso menys constant, significant que no filtra més. També però es pot fer passat la mostra mitjançant un corrent d'aire a pressió o un líquid no reactiu (aigua normalment).
Avantatges: aquesta tècnica és força útil per mostres relativament grans, a "granel". Una gran quantitat de materials els podem carregar en tamisos de 200 mm de diàmetre i llavors treballar. Dos usos comuns en la indústria que es dedica a la producció d'energia són el tamisat humit de pedra calcària molta i el tamisat sec de carbó també molt.
Desavantatges: Molts PSD's tenen partícules massa petites per separar-les mitjançant un tamís. Un tamís massa fi, sigui com un de 37 μm, és massa fràgil i fins i tot és difícil fer passar el material a través. Un altre inconvenient és que cal aplicar força, de manera arbitrària, per usar el tamís. Una força excessiva provocaria un deteriorament de les partícules i això ens canviaria el PSD. Per altra banda si s'usa massa poca energia no aconseguiríem trencar del tot alguns aglomerats formats. Tot i que els sistemes manuals poden ser inefectius, hi ha sistemes automatitzables que usen softwares d'anàlisi de fragmentació d'imatge. Aquests sistemes poden fer anar els tamisos en funció de fotos preses dels materials.

### Anàlisis per elutriació en aire
Les partícules les podem separar també mitjançant elutriació, que no és res més que un tub vertical pel que passa un fluid a velocitats controlades. Quan s'introdueixen les partícules, normalment des d'un tub lateral, les partícules més petites es veuen arrossegades pel corrent, mentre que les més pesades precipiten en sentit contrari al flux. Si es comença amb fluxos baixos les partícules petites de menor densitat agafen velocitats terminals, i volen juntament amb el flux, llavors aquestes partícules es col·lecten i se separen. Els fluxos els podem incrementar per separar partícules majors. Més partícules, amb mides més grans, poden ser recol·lectades, però per fer-ho necessitem acoblar més tubs en sèrie. Com més tubs en sèrie, més partícules de mida més gran podrem separar.
Prestacions: Una quantitat notable de mostra pot ser analitzada fent servir la tècnica de centrifugat i classificació i no ser destruïda. Cada part pot ser respectivament recuperada i analitzada químicament amb posterioritat. Aquesta tècnica s'ha usat durant dècades en la indústria de control d'aire, ja que aquesta tècnica determina la velocitat d'assentament/precipitació de partícules en un corrent d'aire. Necessitem una quantitat important de mostra (uns 10 grams). És una tècnica que demana temps. El mètode,
actualment ha estat catalogat d'obsolet per l'ASME. Per tant, ja no es troben els materials necessaris per calibrar l'instrument.

### Fotoanàlisi
Els materials, avui en dia poden ser analitzats mitjançant mètodes fotoanalítics. Al contrari de mètodes que usen tamisos, que poden ser llargs i poc curosos, prendre simplement una foto i després analitzar-la mitjançant un software és un mètode ràpid i curós. Una altra avantatge és que no hem de manipular la mostra. Això és beneficiós en la indústria agrícola, ja que interaccionar amb productes alimentaris els pot contaminar. Actualment s'usen eines fotoanalítiques en mineria i indústries tant forestals com agrícoles en tot el món.

### Mètodes de recompte òptics
El PSD poden ser determinats microscòpicament definint un reticle i contant. Però si volem que l'envalisis sigui vàlid estadísticament, s'ha de contar milions de partícules. Això manualment és impossible però si ho automatitzem mitjançant micrografies electròniques es pot fer. Instruments com l'anomenat "Retsch Camsizer" poden posar en pràctica el mètode mitjançant simplement tecnologia de càmeres estàndard.

### Mètodes de recompte usant electroresistència
Un exemple d'aquest mètode és el comptador Coulter, que mesura els canvis momentanis en la conductivitat d'un líquid que passa a través d'un orifici, quan partícules no conductores passen a través. El recompte de partícules s'obté mitjançant polsos de recompte, i la mida de partícula està relacionada amb la mida de la pols respectivament.
Avantatges: Alíquotes molt petites de mostra són susceptibles d'anàlisi
Desavantatges: La mostra s'ha de trobar dispersa en un líquid i algunes partícules es poden dissoldre parcial o completament en el medi alterant la PSD obtinguda. Els resultats tenen relació només amb l'àrea de secció creuada projectada que dona les partícules quan passen a través de l'orifici. Aquest és un diàmetre físic i no està relacionat amb les descripcions matemàtiques de les partícules (p. ex. la velocitat terminal d'assentament.

### Tècniques de sedimentació
Estan basades en l'estudi de les velocitats terminals que obtenen les partícules suspeses en un líquid viscós. El temps de sedimentació per les partícules petites és major, per tant el mètode és útil per partícules amb mides menors de 10 μm, però per partícules menors a la micra no funciona, principalment degut a l'efecte del moviment Brownià. L'instrument usualment distribueix les partícules en un líquid i llavors realitza mesures de la densitat de la columna en intervals controlats. Altres tècniques determinen la densitat òptica de capes successives mitjançant llum visible o raigs X.
Avantatges: Aquesta tècnica determina la mida de la partícula en funció de la velocitat d'assentament.
Desavantatges:La mostra s'ha de trobar dispersa en un líquid i algunes partícules es poden dissoldre parcial o completament en el medi alterant la PSD obtinguda i, per tant, el medi de dissolució s'ha de seleccionar curosament. És molt important controlar la temperatura, ja que la densitat en depèn. Els rajos x no conten partícules de carboni (orgàniques). Moltes d'aquestes mostres demanen quantitats de mostra relativament grans (p. ex. de 2 a 5 grams).

### Mètodes de difracció de làsers
Aquests depenen de l'anàlisi de l'halo de llum difractada produït quan un laser passa a través d'una dispersió de partícules en l'aire o en un líquid. L'angle de difracció creix a mesura que la mida de partícula decreix, per tant el mètode és particularment bo per mesurar mides de partícula entre 0,1 i 3000 μm. L'avenç en el processament de dades i l'automatització ha portat aquest mètode a ser millor per determinar el PSD en la indústria. Un avantatge important és que el mètode pot mesurar contínuament un corrent amb mostra.

### Espectroscòpia acústica o espectroscòpia per atenuació d'ultrasons
En comptes de llum, aquest mètode usa ultrasons a fi de recollir informació de partícules suspeses en un fluid. Les partícules disperses absorbeixen i dispersen els ultrasons de manera similar a la llum. Això és sabut d'ençà que Lord Rayleigh va desenvolupar la primera teoria de difracció d'ultrasons i va publicar el llibre "La teoria del so" el 1878. Hi ha molts llibres i articles del segle XX estudiant la propagació a través d'un fluid contenidor de partícules.
Resulta que en lloc de mesurar l'energia dispersada respecte a l'angle, com en el cas de la llum, en el cas dels ultrasons, es mesura l'energia transmesa front la freqüència. L'espectre de la freqüència dels ultrasons atenuats són el material base per calcular la SPD. Pot mesurar-se per qualsevol sistema fluid, sense haver de practicar ni dilucions ni pretractament de la mostra. Aquesta és el gran avantatge del mètode en qüestió. El càlcul de la PSD es basa en models teòrics.

### Mesures d'emissions de pol·lució aèria
Impactedors en cascada: La matèria particulada és retirada isocinèticament de la font i segregada per mides en un impactor en cascada en les condicions de punts d'extenuació de la mostra de temperatura, pressió, etc. Els impactors de cascada usen el principi de separació inercial per segregar per mides mostres de partícules d'una corrent gasosa carregada de partícules. La massa de cada fracció de mida és determinada gravimètricament.
El " California Air Resources Board Method 501 "
és actualment el mètode més acceptat pel que fa a mesures de PSD en emissions.

## Mètodes matemàtics
Usant models matemàtics es poden crear distribucions de probabilitat. Exemples són la distribució log-normal, la distribució Weibull o la distribució de Rosim-Rammler.